# والریانو آندرس
والریانو آندرس (اسپانیایی: Valeriano Andrés‎؛ ۱ ژوئن ۱۹۲۲ – ۲۱ آوریل ۲۰۰۵) بازیگر اهل اسپانیا بود.
از فیلم‌ها یا برنامه‌های تلویزیونی که وی در آن نقش داشته است، می‌توان به آماده پوشیدن، مرگ یک دوچرخه‌سوار، کبوتر چلاق، قصه‌های تلویزیون، پیکان بلوند، دو مسیر، خون‌آشام‌های ۱۹۳۰ و برجسته اشاره کرد.